# 裸花碱茅
裸花碱茅（学名：Puccinellia nudiflora）为禾本科碱茅属下的一个种。